# Calcala TV
Calcala TV (hebraico: ערוץ הכלכלה) é um canal de televisão empresarial israelense, o primeiro do gênero em Israel, transmitindo de Bene Beraq. O canal é de propriedade de Yitzchak Mirilashvili.

## História
Em abril de 2024, a jornalista econômica Maayan Prilock, anteriormente do Canal 12, foi escolhida para o planejamento do canal de negócios.
Em julho de 2024, foi anunciado que Yitzhak Mirlashvili, proprietário do Canal 14, planejava lançar uma rede de negócios nos meses seguintes. Foram nomeados para cargos principais o editor-chefe Eran Bar Tal, além dos apresentadores Danny Rupp e Sonia Gorodisky, editora da seção de negócios do jornal Israel HaYom. Mirlashvili destacou que o canal seria independente de qualquer outro canal de notícias já existente, com uma equipe editorial separada. Em setembro, foi anunciado que o canal ocuparia o canal 10 das operadoras de televisão por assinatura.
O canal iniciou as suas transmissões no dia 1º de janeiro de 2025 às 19h30, com um programa especial de duas horas apresentado por Roi Katz. Sua distribuição inicial está limitada a serviços OTT. Em 2 de janeiro de 2025, o canal transmitiu seu primeiro dia completo de programação, incluindo a cobertura inaugural a partir da Bolsa de Valores de Tel Aviv. O site do canal apresenta semelhanças com o do i24News, gerando suspeitas de possível ligação com o movimento político de direita associado ao primeiro-ministro Benjamin Netanyahu.